# 福田豊彦
福田 豊彦（ふくだ とよひこ、1928年2月4日 - 2015年6月9日）は、日本の歴史学者。東京工業大学・国立歴史民俗博物館名誉教授。日本中世史専攻。

## 経歴
1928年、新潟県新潟市生まれ。1959年に北海道大学大学院文学研究科修士課程を修了。
北海道大学文学部助手、東京工業大学教授を経て、国立歴史民俗博物館教授となった。1993年に定年退官。

## 受賞・栄典
- 従四位。瑞宝小綬章受章。

## 著作
単著
- 『千葉常胤』吉川弘文館(人物叢書) 1973　新装版 1986 ISBN　9784642050630
- 『平将門の乱』岩波新書 1981
- 『室町幕府と国人一揆』吉川弘文館 1994　ISBN　9784642027427、オンデマンド版　2013　ISBN　9784642042413
- 『東国の兵乱ともののふたち』吉川弘文館 1995　ISBN　9784642074346
- 『中世成立期の軍制と内乱』吉川弘文館 1995　ISBN　9784642027472　オンデマンド版 2022　ISBN 9784642727471

編編著
- 『沈黙の中世』網野善彦・石井進と共著 平凡社 1990
  - 平凡社ライブラリー
- 『北の中世津軽・北海道』(よみがえる中世 4) 菊池徹夫共編 平凡社 1989
- 『いくさ 中世を考える』吉川弘文館 1993　ISBN　	9784642027045
- 『中世の社会と武力』吉川弘文館 1994（定年記念論集）ISBN　9784642027359
- 『源平闘諍録 板東で生まれた平家物語』服部幸造と注釈 講談社学術文庫 2000
- 『義経とその時代』大三輪龍彦・関幸彦共編 山川出版社 2005
- 『源平合戦事典』関幸彦共編 吉川弘文館 2006　ISBN　9784642014359

論文
- Cinii